# 포천 영송리 선사유적
포천 영송리 선사유적(抱川 永松里 先史遺蹟)은 대한민국 경기도 포천시 영중면 영송리에 있는 삼국시대의 선사유적이다. 1994년 7월 2일 경기도의 기념물 제140호로 지정되었다.

## 개요
경기도 포천의 한탄강으로 흘러드는 영평천 언저리에 있는 이 유적은 자갈을 채취하는 과정에서 많은 부분이 파괴된 채로 발견되었다.
1994년 발굴을 통해 원삼국시대에서 삼국시대 전기에 걸치는 움집터와 조선시대의 건물터가 확인되었다.
발굴된 집자리 유적은 모두 5기이며, 각 움집은 깊이 20cm∼50cm로 얕게 파서 만들었으며 집터 안에서 화덕자리와 부뚜막 같은 시설물이 확인되었다. 유물로는 항아리와 작은 단지 등 토기류가 출토되었는데, 특히 부뚜막에 솥처럼 걸려있는 토기가 발견되어 당시의 살림살이 모습을 그대로 알 수 있다.
한편 유적의 주변 지역에서 구석기시대의 뗀석기가 발견된 바 있으며, 유적의 지표조사에서 신석기시대의 토기가 채집되었다. 이를 통해 볼 때 영송리 유적에는 오랜 기간 동안 우리 선조들이 비교적 큰 규모의 마을을 이루며 살았을 것으로 생각된다.

## 참고 문헌
- 포천영송리선사유적 - 국가유산청 국가유산포털